# 茨城県道295号小木津停車場線

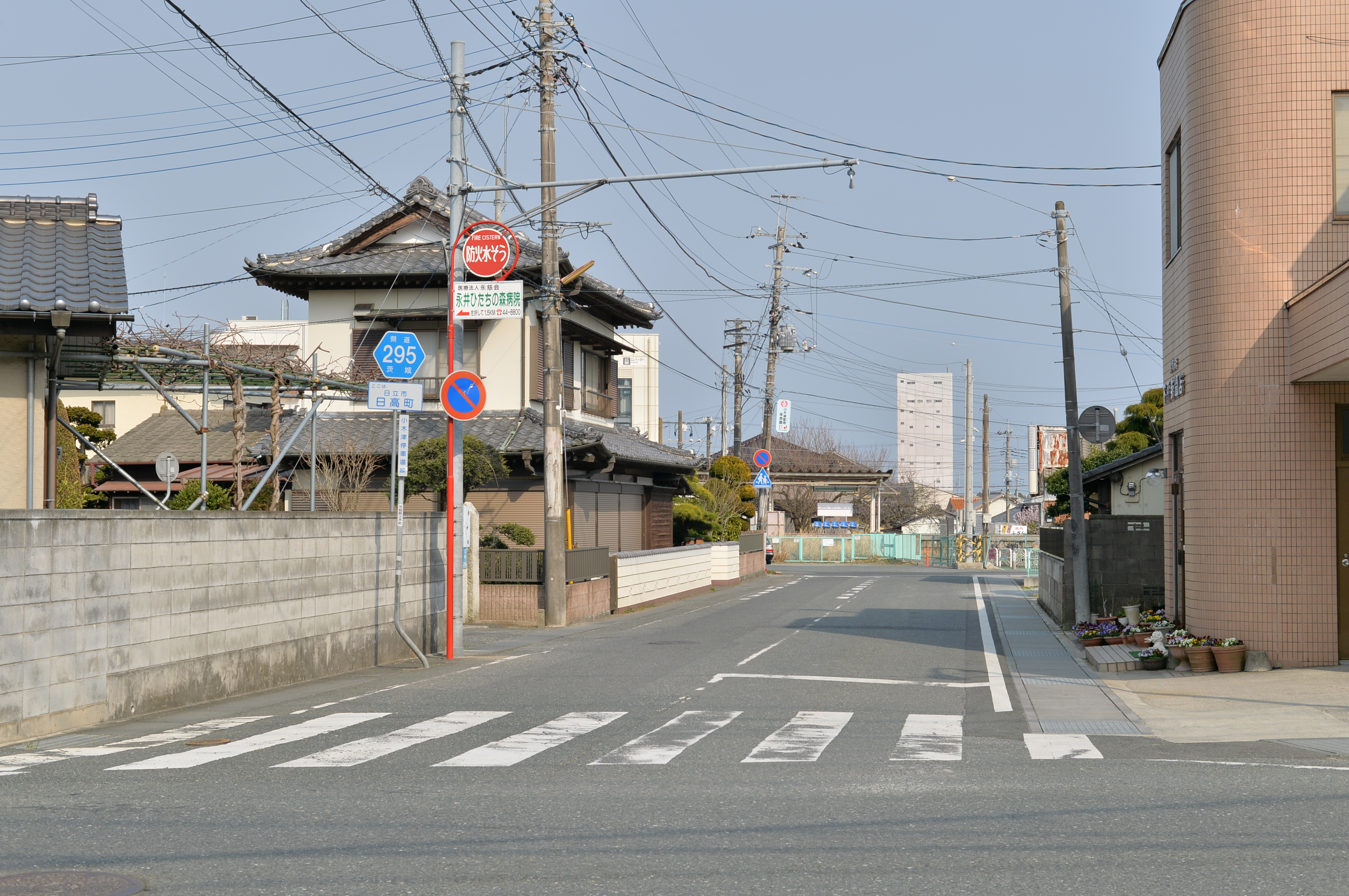
茨城県道295号小木津停車場線
日立市日高町1丁目（2015年3月）
小木津駅西交差点から見た県道の全景。道路の一番奥にJR小木津駅がある。

茨城県道295号小木津停車場線（いばらきけんどう295ごう おぎつていしゃじょうせん）は、茨城県日立市にあるJR常磐線小木津駅と茨城県道10号日立いわき線を結ぶ茨城県の県道である。

## 概要
小木津駅が県道日立いわき線の近くにあるため路線の全長は56メートル足らずと短いが、県道標識は設置されてある。
なお、駅の東側と国道6号を結ぶアクセス道路は「ゆりの木通り」と呼ばれる日立市道である。

### 路線データ
- 起点：茨城県日立市小木津町（小木津駅西側）[1]
- 終点：茨城県日立市小木津町（茨城県道10号日立いわき線交点）[1]
- 総延長：56 m[2]
- 重用延長：なし[2]
- 未供用延長：なし[2]
- 実延長：56 m[2]
- 自動車交通不能区間延長[注釈 1]：なし[2]

## 歴史
1959年（昭和34年）10月14日、新たな県道として日立市小木津町の小木津停車場を起点とし、一級国道六号線（旧道国道6号、現在は県道日立いわき線に降格）交点を終点とする区間を本路線とする県道小木津停車場線として茨城県が県道路線認定した。1995年（平成7年）に整理番号295となり現在に至る。

### 年表
- 1910年（明治43年）3月18日：小木津駅開業
- 1923年（大正12年）4月1日：現在の路線の前身である小木津停車場小木津線が路線認定される。[3]
- 1959年（昭和34年）10月14日
  - 現在の路線が路線認定される（図面対象番号268）[4]。
  - 道路の区域は、日立市小木津町の小木津停車場から日立市小木津町の一級国道六号線交点までと決定された[1]。
- 1995年（平成7年）3月30日：整理番号324から現在の番号（整理番号295）に変更される[5]。

## 地理

### 通過する自治体
- 茨城県日立市

### 交差する道路
- 茨城県道10号日立いわき線（日立市日高町1丁目）

### 沿線
- JR常磐線 小木津駅